# Galeno Paranhos
Galeno Paranhos (Catalão, 26 de março de 1898 — 3 de maio de 1969) foi um político brasileiro. Filho de Augusto Pimentel Paranhos e de Amazília Angélica da Costa Paranhos, exerceu o mandato de deputado federal constituinte por Goiás em 1946.
Seu pai, Augusto, foi farmacêutico, deputado estadual, coronel e chefe político na cidade de Catalão.
Galeno bacharelou-se na Faculdade de Direito de Goiás. Além de advogado, o político foi também jornalista e professor.
Casou-se com Joselita Alves Paranhos e teve nove filhos.

## Carreira política
Foi deputado estadual no ano de 1934, e assumiu o mandato no ano seguinte. Quatro anos depois, em 1938, tornou-se chefe de polícia. Deixou o cargo em 1942.
Em 1945, concorreu a uma cadeira na Assembleia Nacional Constituinte pelo estado de Goiás, na legenda do Partido Social Democrático (PSD). Foi eleito e teve o mandato estendido até 1951, com a transformação do Congresso ordinário.
Candidatou-se à reeleição em outubro de 1950, sendo bem sucedido. Tornou-se vice-presidente da Comissão de Agricultura.
Em 1954, desta vez pela União Democrática Nacional (UDN), concorreu ao governo de Goiás. Sem sucesso, tentou se candidatar a deputado federal pelo Partido Social Democrático (PSD), sua antiga legenda. Também não obteve sucesso.
Entre 1963 e 1964, foi assessor jurídico do estado de Goiás.

## Publicações[2]
- Uma velha demanda de Goiás;
- Pecuária, lavoura, transportes;
- Missão Abbink.